# Zbigniew Zdrojewski (polityk)
Zbigniew Zdrojewski (ur. 16 lutego 1950 w Białymstoku, zm. 28 czerwca 1996) – polski działacz państwowy i partyjny, wiceprezydent (1984–1986) i prezydent Białegostoku (1986–1989).

## Życiorys
Absolwent zarządzania i organizacji na Uniwersytecie Warszawskim oraz Instytutu Organizacji i Kierowania Polskiej Akademii Nauk. Od 1975 pracował w Branżowym Ośrodku Organizacji i Normowania przy Wojewódzkim Zarządzie Gospodarki Komunalnej i Mieszkaniowej w Białymstoku oraz Ośrodku Badań Naukowych. W 1978 zatrudniony w urzędzie miasta w Białymstoku, działał także jako lokalny planista i uczestnik programu eksperymentalnego Społeczny system osiedla mieszkaniowego. Należał do egzekutywy POP PZPR w Urzędzie Miasta Białystok. 20 grudnia 1984 objął stanowisko wiceprezydenta Białegostoku, a 26 czerwca 1986 prezydenta miasta. Zajmował je do 1 czerwca 1989, kiedy złożył rezygnację. W 1987 należał do założycieli Fundacji im. Ludwika Zamenhofa. W latach 90. pracował w agencji reklamowo-wydawniczej.
Został pochowany na Cmentarzu Miejskim w Białymstoku przy ul. Wysockiego.